# Michael Chinery
Michael Chinery, FLS, (* 5. Juni 1938 in London, England) ist ein britischer Naturforscher und Sachbuchautor.

## Leben
Chinery ist der Sohn von Oliver John und Dorothy Chinery, geborene Loveday. Sein Vater war Lebensmittelhändler, seine Mutter Näherin. Er absolvierte seine Schulzeit an der Royal Grammar School in High Wycombe. 1960 graduierte Chinery zum Master of Arts in Naturwissenschaften und Anthropologie am Jesus College der University of Cambridge. Im September 1963 heiratete er die Sekretärin Jillian Ann Gray. Aus dieser Ehe gingen ein Sohn und Zwillingstöchter hervor.
Seit 1965 arbeitet Chinery als freiberuflicher Autor. Er veröffentlichte zahlreiche Tier- und Naturbücher für Jugendliche und Erwachsene, aber auch Fernsehbeiträge sowie Naturdokumentationen für das Radioprogramm der BBC. Chinery ist Mitglied der Linnean Society of London sowie der British Plant Gall Society, bei der er halbjährlich das Journal Cecidology herausgab.

## Auszeichnungen
1973 erhielt das Werk Animal Communities den Jugendbuchpreis des österreichischen Bundesministeriums für Bildung, Wissenschaft und Kultur. 1977 wurde das Buch A Field Guide to the Insects of Britain and Northern Europe (ins Deutsche übersetzt als Insekten Mitteleuropas) mit dem Prix Jean Dollfus der Société entomologique de France ausgezeichnet.

## Schriften
Auswahl der ins Deutsche übersetzten Werke:
- 1966 mit Michael Gabb: The Life of Animals without Backbones: Foundations of Invertebrate Zoology
  - Das Leben der wirbellosen Tiere: Biologie der wirbellosen Tiere. Kurfürst-Verlag, Köln o. J.
- 1966 mit Michael Gabb: The Life of Animals With Backbones: Foundations of Vertabrate Zoology (Foundations of Science Library: The Biological Sciences)
  - Das Leben der Wirbeltiere: Grundlagen der Wirbeltierkunde. Kurfürst-Verlag, Köln o. J.
- 1966 mit Michael Gabb: The World of Plants: Foundations of Botany
  - Das Pflanzenreich: Grundlagen der Botanik. Kurfürst-Verlag, Köln o. J.
- 1966 mit David Larkin: Breeding and Growing: Foundations of Genetics, Anthropology and Agriculture
  - Welt der Wissenschaft: Die Entwicklung und Fortpflanzung – Grundlagen der Evolutions- und Erblichkeitslehre. Kurfürst-Verlag, Köln o. J.
- 1966 mit David Larkin: Patterns of Living: Foundations of Ecology
  - Biologisches Gleichgewicht: Die Grundlagen der Ökologie. Kurfürst-Verlag, Köln 1966.
- 1972 Animal Communities
  - Gemeinschaften der Tiere, dt. von Peter und Lilo Baumgartner; Schreiber-Verlag, Esslingen 1972, ISBN 3-480-12525-5.
- 1972 Purnell's Concise Encyclopedia of Nature
  - Die Welt der Tiere und Pflanzen: Das grosse Südwest-Bilderlexikon der Natur, dt. von Tonio Kalle; Südwest-Verlag, München 1975, ISBN 3-517-00496-0.
- 1973 A Field Guide to the Insects of Britain and Northern Europe
  - Insekten Mitteleuropas: Ein Taschenbuch für Zoologen und Naturfreunde, dt. von Irmgard und Dieter Jung; Paul Parey Verlag, Hamburg; Berlin 1976, ISBN 3-490-00918-5.
- 1977 Family Naturalist
  - Kosmos-Familienbuch der Natur: Sehen, Sammeln, Selbermachen, dt. von Ludmilla Fromme; Franckh, Stuttgart 1978, ISBN 3-440-03746-0.
- 1978 Nature All Around
  - Erstes Naturbuch für Kinder, dt. von Hannelore Meltzer; Tessloff Verlag, Hamburg 1978, ISBN 3-7886-0579-0.
- 1979 Rand McNally´s Picture Atlas of Animals
  - Tieratlas für Kinder, dt. von Vreni Nething; Delphin-Verlag, München; Zürich 1979, ISBN 3-7735-5060-X.
- 1979 Killers of the Wild: The Technology of Predation in the Plant and Animal World
  - Die Tiere und ihre Beute: Die Techniken der Jagd in der Tier- und Pflanzenwelt. Ott Verlag, Delachaux; Niestlé 1984, ISBN 2-603-00476-X.
- 1981 Butterflies And Moths
  - Tag- und Nachtfalter, dt. von Frank Wienands; Eichborn Verlag, Frankfurt am Main 1994, ISBN 3-8218-0629-X.
- 1982 The Natural History of Britain and Europe
  - Das große Kosmos-Handbuch der Natur, dt. von F. Bischof; Franckh, Stuttgart 1986, ISBN 3-440-05655-4.
- 1984 In Fields and Meadows (Step into Nature)
  - Sieh dich um in Feld und Wiese, dt. von Hans Joachim Conert; Loewe Verlag, Bindlach 1985, ISBN 3-7855-2027-1.
- 1984 In the Woods (Step into Nature)
  - Sieh dich um im Wald, dt. von Hans Joachim Conert; Loewe Verlag, Bindlach 1985, ISBN 3-7855-2028-X.
- 1984 In the Garden (Step into Nature)
  - Sieh dich um im Garten, dt. von Hans Joachim Conert; Loewe Verlag, Bindlach 1985, ISBN 3-7855-2026-3.
- 1984 By the Sea (Step into Nature)
  - Sieh dich um am Meer, dt. von Hans Joachim Conert; Loewe Verlag, Bindlach 1985, ISBN 3-7855-2029-8.
- 1984 On Heath and Moor (Step into Nature)
  - Sieh dich um in Moor und Heide, dt. von Hans Joachim Conert; Loewe Verlag, Bindlach 1988, ISBN 3-7855-2159-6.
- 1984 By Ponds and Streams (Step into Nature)
  - Sieh dich um an Teich und Fluss, dt. von Hans Joachim Conert; Loewe Verlag, Bindlach 1988, ISBN 3-7855-2162-6.
- 1984 Around a Tree (Step into Nature)
  - Sieh dich um an Busch und Baum, dt. von Hans Joachim Conert; Loewe Verlag, Bindlach 1988, ISBN 3-7855-2160-X.
- 1984 By the Roadside (Step into Nature)
  - Sieh dich um am Wegrand, dt. von Hans Joachim Conert; Loewe Verlag, Bindlach 1988, ISBN 3-7855-2161-8.
- 1984 "Country Life" Guide to Wild Life in Towns and Cities
  - Was wächst und lebt in Stadt und Dorf? Alles übere Tiere und Pflanzen in unserer Nachbarschaft, dt. von Hilde Nittinger; Franckh, Stuttgart 1986, ISBN 3-440-05616-3.
- 1985 Parks and gardens
  - Bei uns in Haus und Garten, dt. von Matthias Rawert und Iva Stepanek; Verlag Herder, Freiburg im Breisgau; Basel; Wien 1986, ISBN 3-451-20584-X.
- 1985 Woodlands
  - Bei uns im Wald, dt. von Ferdinand Lockheimer; Verlag Herder, Freiburg im Breisgau; Basel; Wien 1986, ISBN 3-451-20581-5.
- 1985 Fields and Hedgerows
  - Bei uns auf Wiesen und Feldern, dt. von Bettina Emschermann; Verlag Herder, Freiburg im Breisgau; Basel; Wien 1986, ISBN 3-451-20582-3.
- 1985 Seashore, Ponds and Streams
  - Bei uns am Wasser, dt. von Bettina Emschermann; Verlag Herder, Freiburg im Breisgau; Basel; Wien 1986, ISBN 3-451-20583-1.
- 1986 The Living Garden
  - Naturschutz beginnt im Garten: Das Buch zum BUND-Gartenjahr, dt. von Nadja Kneissler; Maier Verlag, Ravensburg 1986, ISBN 3-473-46159-8.
- 1986 Collins Guide To The Insects of Britain & Western Europe
  - Pareys Buch der Insekten: Ein Feldführer der europäischen Insekten, dt. von Irmgard und Dieter Jung; Paul Parey Verlag, Hamburg; Berlin 1987, ISBN 3-490-14118-0.
- 1986 Insects (Gem Nature Guides)
  - Insekten, dt. von Detlef Handelmann; Eichborn Verlag, Frankfurt am Main 1994, ISBN 3-8218-0602-8.
- 1987 Exploring the Countryside
  - Bei uns in der Natur: Streifzüge durch Feld, Wald und Wiesen, dt. von Matthias Rawert; Verlag Herder, Freiburg im Breisgau; Basel; Wien 1989, ISBN 3-451-21265-X.
- 1989 All About Baby Animals
  - Alle meine Tierkinder. Franz Schneider Verlag, München 1990, ISBN 3-505-04323-0.
- 1991 Wild World of Animals: Grasslands & Prairies
  - Tiere in Steppe und Savanne: Weite Welt der Tiere, dt. von Edith Aulich; Franz Schneider Verlag, München 1992, ISBN 3-505-04736-8.
- 1991 Wild World of Animals: Rainforests
  - Tiere im Regenwald, dt. von Susanne Koppe; Franz Schneider Verlag, München 1992, ISBN 3-505-04635-3.
- 1991 Wild World of Animals: Deserts
  - Tiere der Wüste: Weite Welt der Tiere, dt. von Edith Aulich; Franz Schneider Verlag, München 1992, ISBN 3-505-04751-1.
- 1991 Wild World of Animals: Oceans
  - Tiere der grossen Meere, dt. von Edith Aulich; Franz Schneider Verlag, München 1992, ISBN 3-505-04636-1.
- 1992 Wild World of Animals: Lakes & Rivers
  - Tiere in Fluss und See, dt. von Susanne Koppe; Franz Schneider Verlag, München 1993, ISBN 3-505-04846-1.
- 1992 Wild World of Animals: Forests
  - Tiere der Wälder, dt. von Annemarie Bruhns; Franz Schneider Verlag, München 1993, ISBN 3-505-04985-9.
- 1992 Wild World of Animals: Polar Lands
  - Tiere der Polargebiete, dt. von Birgit Lörler; Franz Schneider Verlag, München 1993, ISBN 3-505-04847-X.
- 1992 Wild World of Animals: Seashore
  - Tiere der Meeresküsten, dt. von Edith Aulich; Franz Schneider Verlag, München 1993, ISBN 3-505-04986-7.
- 1993 All About Wild Animals
  - Mein erstes Buch der wilden Tiere, dt. von Luzia Czernich; Franz Schneider Verlag, München 1992, ISBN 3-505-04673-6.